# Peginterferon alfa-2a
Péginterferón alfa-2a je konjugat rekombinantnega interferona alfa in polietilenglikola, s podaljšanim razpolovnim časom (77 h) v krvi. Uporablja se za zdravljenje hepatitisa B in C, okužbe s papilomavirusi, dlakavocelične levkemije in Kaposijevega sarkoma v zvezi z aidsom. Na tržišču je pod zaščitenim imenom Pegasys.

## Uporaba
Zdravilo Pegasys je indicirano pri hepatitisu B in hepatitisu C. Pri slednjem je optimalna oblika zdravljenja kombinacija z ribavirinom.

## Neželeni učinki
Zelo pogosti neželeni učinki so izguba teka, depresija, tesnoba, nespečnost, glavobol, težave s koncentracijo, omotica, kašelj, zasoplost, driska, slabost, bolečine v trebuhu, izguba las, kožne spremembe (srbež, vnetje kože, suha koža), bolečina v mišicah in sklepih, vročina, slabotnost, utrujenost, tresenje, mrazenje, bolečine, vnetje na mestu injiciranja ter razdražljivost.